# 1945年エンパイア・ステート・ビルディングB-25爆撃機衝突事故
座標: 北緯40度44分54秒 西経73度59分08秒 / 北緯40.74833度 西経73.98556度
1945年エンパイア・ステート・ビルディングB-25爆撃機衝突事故（英語:1945 Empire State Building B-25 crash）は、1945年7月28日、アメリカ陸軍航空軍所属のB-25爆撃機が濃霧の中を飛行中に、ニューヨークのエンパイア・ステート・ビルディングに衝突した航空事故。
この事故により、14人（3人の乗組員全員と建物内の11人）が死亡し、推定被害額は当時の100万ドル（2019年の価値換算で約1,400万ドルに相当）と算出された。この事故で建物の構造の安全性は損なわれなかった。

## 詳細

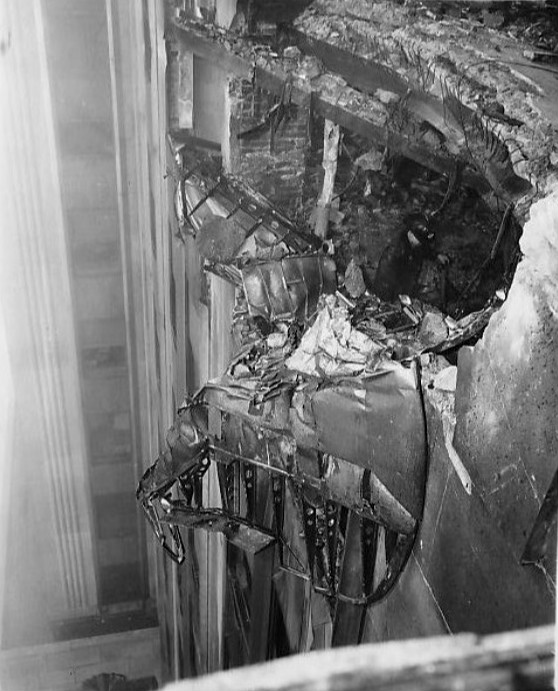
ビル側面にめり込んだ機体の残骸

30回以上もの欧州戦線への爆撃任務をこなしたベテランパイロットのウィリアム・F・スミス・ジュニア中佐が操縦するB-25爆撃機は、1945年7月28日（土曜日）、通常の定期的な人員輸送任務のためにマサチューセッツ州のベッドフォード陸軍飛行場からニューヨークの対岸にあるニュージャージー州ニューアーク・メトロポリタン空港へと飛行した。副操縦士は、かつてオランダ上空で乗機を撃墜されながらも敵戦線後方から脱出に成功した経験のあるクリストファー・ドミトロヴィッチ二等軍曹で、さらに唯一の便乗者として、兄の戦死に伴い臨時休暇で帰省中だった海軍航空機整備助手のアルバート・ペルナが搭乗していた。
スミス中佐は濃霧のため進路変更しラガーディア空港への着陸許可を求めたが、視界がゼロであると忠告された。ラガーディア空港の管制官から少なくとも1,500フィート（457.2m）の高度（ESビルの高さは当時375.5m）を保って、元々の目的地であるニューアーク・メトロポリタン空港への進路を維持することを提案された。霧のため距離を見誤り早めに高度を下げ始め、クライスラー・ビルディングを通過した後、左ではなく右に旋回し、衝突コースへと乗った。衝突の直前に気付いて高度を上げ、ビルを越えようとしたが失敗に終わった。
午前9時40分、機体はエンパイア・ステート・ビルディングの北側、79階に衝突し、18 × 20フィート（5.5m × 6.1m）の大きさの穴を建物に開けた。衝突した階には、戦争扶助協会と全国カトリック福祉評議会の事務所が入居していた。機体に二つ装備されているエンジンのうち、片方が建物の南側（衝突したのと反対側）の壁も突き破り、道路を挟んだ隣の区画まで270m落下し、ペントハウスのアートスタジオを破壊する火災を引き起こした。もう一方のエンジンとランディングギアの一部がエレベーターシャフトから落下した。エレベーターシャフトから伝わって燃え広がったこの火災は、当時としてはまれだった高層ビルで起きた火災として唯一消防士によって鎮火が成功した物であった。火災は40分で消火された。
スミス中佐、ドミトロヴィッチ二等軍曹、ペルナ整備助手、衝突階にいた民間人が犠牲となった（墜落が起こったとき、50人から60人の観光客が86階の展望台にいた）。ペルナの遺体は2日後、捜索隊がエレベーターのシャフトの底で発見した。他の2人の乗組員の遺体は見分けがつかないほどに燃えていた。
エレベーターガールのベティ・ルー・オリバーは、エレベーターシャフトを伝わった火災で80階においてエレベーターのカゴから投げ出され、重度の火傷を負った。救急隊員が彼女を別のエレベーターに乗せて1階に運ぼうとしたが、そのエレベーターのカゴを支えるケーブルも事故の影響で損傷し、75階から落下し、地下階に到達した。オリバーはこの落下を生き延びたが、救助者が瓦礫の中に彼女を見つけたとき、骨盤、背骨、首が折れていた。これは、最も長い距離をエレベーターで落下し生き残った世界記録となった。エレベーターシャフト内部の空気がクッションになって落下スピードを弛めたと考えられている。オリバーは4か月の入院を含む8か月の治療を経て回復し、その後夫と共にアーカンソー州に移り、1999年に74歳で亡くなった。入院中は痛みと過酷なリハビリにも関わらず常に前向きな姿勢から「サンシャイン・ガール」と呼ばれ、退院日には松葉杖をついたままエンパイア・ステート・ビルディングに戻ってエレベーターで最上階まで昇ったという。
事故の被害と人命の損失にもかかわらず、建物は次の月曜日の朝、48時間以内に多くの階で営業を再開した。この衝突事故は1946年の連邦不法行為請求法の成立と、戦時中に遡って法律への遡及条項の挿入に拍車をかけ、被害者や遺族がこの事故について政府を訴えることを可能にした。